# III. Qalparunta
III. Qalparunta (vagy Qalparunda) az újhettita Hattina királya, akit III. Adad-nirári évkönyvei említenek. Valószínűleg azonos Ḫalparuntiyaš gurgumi királlyal.
III. Adad-nirári évkönyvei szerint Qalparunta szövetséget kötött Arpad királyával, Ataršumkival Asszíria ellen. Az összecsapás balsikerű volt, és jelentős területeket vesztett, amelyeket Ušpilulme, Kumaḫa királya szerzett meg.